# ブルジンスキー徴候
ブルジンスキー徴候（ブルジンスキーちょうこう、英語: Brudzinski's sign または Brudzinski's symptom）とは神経学的所見のひとつで、項部硬直と同様、髄膜刺激症状の1つである。
患者を仰臥位にさせ、検者は片方の手を患者の頭の下に置き、もう片方の手を胸の上に置いて、体幹が挙上しないように頭部をゆっくり前屈させると伸展していた両下肢が自動的に股関節と膝関節で屈曲し、立ち膝になる場合、ブルジンスキー徴候陽性という。名前はポーランドの小児科医ユゼフ・ブルジンスキ（Józef Brudziński）に由来する。彼が1908年に報告したものだが、彼はこの時にもう一つの徴候を報告しており、狭義にブルジンスキー徴候と呼ばれる上記のものはブルジンスキー項徴候と呼ばれるべきものである。もう一つの徴候は対側下肢徴候と呼ばれ、一側下肢を股関節で屈曲すると伸展位にあった反対側下肢が屈曲し、また一側下肢を他動的に強く屈曲すると屈曲位にあった反対側下肢が伸展する現象をいう。